# Чорнобильська зона відчуження

Карта радіоактивного забруднення ізотопом цезію-137:
Закриті зони (понад 40 Кі/км²)
Зони постійного контролю 15-40 Кі/км²
Зони періодичного контролю 5-15 Кі/км²
Неназвані зони 1-5 Кі/км²

Чорнобильська зона відчуження — заборонена для вільного доступу територія, що зазнала інтенсивного забруднення довгоживучими радіонуклідами внаслідок аварії на Чорнобильській АЕС. Зона встановлена у 1986, після евакуації населення із 30-кілометрової зони навколо станції. Площа території — 2576,9 км2. У зоні відчуження, а також зоні безумовного (обов'язкового) відселення припинено діяльність місцевих рад.

## Кваліфікація зони
Чорнобильська зона включає північ Вишгородського району Київської області, де розташовані: безпосередньо електростанція, міста Чорнобиль та Прип'ять, північ Вишгородського району Київської області (у тому числі смт Поліське та смт Вільча), а також частина Житомирської області аж до кордону з Білоруссю.

## Державне управління
Територією керує Державне агентство України з управління зоною відчуження, що входить до складу Міністерства екології та природних ресурсів України.

## Функціонування зони
Функціональне призначення зони відчуження полягає в недопущенні поширення радіоактивних речовин і в нагляді за станом природних систем і техногенних об'єктів.
Також з кінця 2016 року в цій зоні ведуться активні роботи по встановленню сонячної електростанції. Зона відчуження не придатна для людської активності чи діяльності в секторі господарювання, однак тут цілком можливе впровадження проєктів, направлених на розвиток відновлюваної енергії. Українська компанія Rodina та американська Enerparc AG спільно здійснюють встановлення 3762 сонячних модулів загальна потужність котрих становить 1 МВт. За попередніми даними, проєкт Chornobyl Solar зможе виробляти 1,5 ТВт електроенергії на рік, що принесе державі прибуток у розмірі до €130 млн. Сонячна електростанція знаходитиметься на півдні 10 км зони відчуження і займатиме площу в 2,5 тис. га.

## Господарська діяльність, що розповсюджує радіоактивні матеріали за межі зони

### Лісові пожежі
Чисельні лісові пожежі в Чорнобильській зоні відчуження завдають шкоди рослинному та тваринному світу, суттєво впливають на стан збереження природних екосистем та можуть сприяти розповсюдженню радіонуклідів. На початку вересня 2024 року у Чорнобильській зоні вогонь лісових пожеж знову охопив орієнтовно понад 2600 га території, з них у Корогодському лісництві – 900 га, Денисовецькому лісництві – 915 га, Паришівському лісництві – 250 га, Луб’янському лісництві – 550 га.

### Водний шлях Е40
«У зоні відчуження на річці Прип'ять влітку 2020 почалися роботи з поглиблення дна в рамках міжнародного проєкту з відновлення суднохідного шляху E-40 завдовжки 2 000 км, що пройде через Польщу, Білорусь та Україну…. Через поглиблення дна річки в зоні відчуження, на поверхню можуть піднятися радіонукліди, які можуть забруднити питну воду для восьми мільйонів українців, попереджають вчені та екологи».

## Створення спеціального заказника
13 серпня 2007 року тодішній Президент України Віктор Ющенко підписав Указ про створення на території площею 48 870 гектарів у межах зони відчуження і зони безумовного (обов'язкового) відселення (Київська область) загальнозоологічного заказника загальнодержавного значення — «Чорнобильський спеціальний».

## Військове використання
У серпні 2019 року Національна гвардія України підтвердила, що періодично проводить у Прип'яті військові навчання «бій у місті».
24 лютого 2022 року в ході російського вторгнення в Україну російські війська увійшли на території зони відчуження, перетнувши кордон з Білоруссю. Чорнобильська атомна електростанція була захоплена, а персонал станції став заручниками окупантів.
31 березня 2022 року російські війська відступили, покинувши територію. Українська сторона повідомляє, що російські солдати отримали значні дози опромінення у зв'язку з повним недотриманням усіх норм радіаційної безпеки. Компанія «Енергоатом» опублікувала зйомки з дрону, на яких у Рудому лісі, одному з найбільш радіоактивних місць зони відчуження, зафіксовані об'єкти, схожі на військові укріплення та окопи. Через високий рівень радіоактивного пилу, який осідав з 1986 року в землю на території Рудого лісу, ЗС РФ отримала велику дозу випромінювання, що спричинило виникнення ознак променевої хвороби.

## Туризм у зоні відчуження
У 1990-ті роки, після того, як були проведені заходи з ліквідації наслідків аварії на Чорнобильській АЕС і значно знизився рівень радіації в районі станції і на прилеглих територіях, Чорнобильська зона відчуження стала популярним туристичним об'єктом. Згідно з доповіддю ООН про наслідки Чорнобильської катастрофи 2002 року, на більшості території зони відчуження можна залишатися без особливої шкоди.
У 2010 році було прийнято рішення відкрити Зону для всіх бажаючих (до цього відвідування було обмеженим). За наказом міністра з надзвичайних ситуацій України Віктора Балоги були проведені радіологічні дослідження, напрацьовані картограми радіаційних рівнів, на базі яких сформували маршрути Зони для відвідувачів. Результати досліджень показали, що на території цих маршрутів в 30-кілометровій зоні можна перебувати до 4-5 днів без шкоди для здоров'я, а в 10-кілометровій зоні без шкоди для здоров'я можна перебувати 1 день. У грудні 2010 року вийшов наказ МНС, який затвердив нові правила відвідування Зони громадянами України, іноземними делегаціями та окремими іноземцями, а також правила радіаційної безпеки, які слід було дотримуватися при відвідуванні Зони. У лютому 2011 правила були зареєстровані Мін'юстом України та набули чинності у березні.
Проте в червні 2011 року доступ туристів в Зону знову був закритий. Починаючи з 23 червня поїздки в Зону через туроператорів були тимчасово припинені за наказом української влади. МНС прокоментувала це тим, що Генпрокуратура подала протест на наказ МНС, яким було затверджено порядок відвідування зони відчуження. Саме МНС вирішило цей наказ законним. Рішення з даного питання повинен був винести суд. У вересні 2011 Чорнобильську зону остаточно закрили для туризму. В якості однієї з причин закриття екскурсій чиновники називали те, що виручені від туризму гроші не витрачалися на надання допомоги постраждалому району. За рішенням Окружного адміністративного суду Києва, наказ МНС був визнаний протиправним. Міністр з надзвичайних ситуацій відмовився судитися з прокуратурою і видав новий наказ з урахуванням її побажань. У листопаді Балога заявив, що після реєстрації нового наказу Зону знову повинні відкрити для туризму. 2 грудня 2011 зона відчуження знову стала доступною для відвідування в ознайомлювальних цілях. За новим наказом, правила відвідування були посилені, і доступ в зону відчуження обмежений: «Для вчених, експертів, журналістів, міжнародного контролю і моніторингу Зона і далі залишатиметься доступною. Просто регламент відвідувань став більш вимогливим» (В. Балога).
У 2019 році Державне агентство України з управління зоною відчуження та громадська спілка підписали Меморандум про співпрацю. Співпраця буде спрямована на відродження постраждалих територій, підтримку природоохоронної діяльності та створення умов для можливості безпечного відвідування зони відчуження. На сьогодні у Чорнобильській зоні оновлено маршрути відвідування, запроваджено електронні квитки, індивідуальний дозиметричний контроль та систему GPS-моніторингу пересування груп, удосконалюються механізми роботи туристичних операторів у зоні відчуження. Основна увага приділяється безпеці відвідувачів і дотримання ними правил радіаційної безпеки.
У зв'язку з цим на території Зони діє контрольно-пропускний режим. На всіх в'їздах встановлені КПП, які пропускають людей в зону тільки за перепустками. Самостійне пересування по зоні заборонено. Відвідувачів супроводжують гіди, які для іноземців виконують також функції перекладачів. Фото і відеозйомка на території зони дозволені, але обмежені. Вимоги правил радіаційної безпеки також регламентують надягати тільки закритий одяг, що вкриває все тіло, і накладають ряд обмежень на свободу дій:
- небажано приймати їжу і курити на відкритому повітрі;
- небажано торкатися споруд і рослин;
- небажано сідати і ставити предмети на землю;
- небажано пити воду з наземних джерел на території зони;
- категорично заборонено вивозити за межі зони будь-які предмети.

|                                                               |  |  |
| Пам'ятна монета - Чорнобиль. Відродження. Кінь Пржевальського |  |  |

Програма відвідування зони із зазначенням об'єктів, які передбачається відвідати і маршрут пересування узгоджуються та затверджуються заздалегідь, відступати від них неприпустимо. При виїзді із зони здійснюється дозиметричний контроль відвідувачів. Особисті речі, взуття і одяг, які не пройшли контроль, підлягають дезактивації, а якщо така неможлива (у зв'язку з високим рівнем забруднення), то вилученню. Відвідування зони відчуження Чорнобильської АЕС пов'язане з ризиком для здоров'я, тому відвідувач несе особисту відповідальність за збереження свого здоров'я та речей.
Найпопулярнішими локаціями для відвідування є міста Прип'ять та Чорнобиль, сама ЧАЕС, Загоризонтна станція «Дуга» (об'єкт «Чорнобиль-2»), Рудий ліс. Туроператори проводять одноденні, дводенні екскурсії, групові та індивідуальні. Індивідуальні відвідування користуються попитом серед професійних фотографів, кореспондентів, телевізійників. Також є можливість вирушити в авіатур та побачити Зону з висоти пташиного польоту, в тому числі природу Чорнобильського заповідника — диких кабанів, оленів, лосів та коней Пржевальського, популяція яких у зоні відчуження є однією з найбільших у світі.

## Перспективи розвитку
11 грудня 2020 року на сайті Державного агентства управління зоною відчуження (ДАЗВ) було розміщено повідомлення про оприлюднення Стратегії розвитку зони відчуження на 2021—2030 р.р. Проєкт стратегії містить розділ 5.9. «Розвиток транспортної інфраструктури», який повністю присвячено темі будівництва Водного шляху Е40 через зону відчуження. Після критичних заяв громадських організацій керівництво ДАЗВ пообіцяло виключити цей розділ зі стратегії. Також, у 2020 році проведено днопоглиблення річки Прип'ять у межах зони відчуження.

## Відео
- https://youtu.be/tjL0pVYvyGs  Чорнобильська зона відчуження. Жовтень 2019 року.
- https://youtu.be/YJpm7c7Wsh0  ЧАЕС. 35 років після трагедії